# Do bemolle maggiore

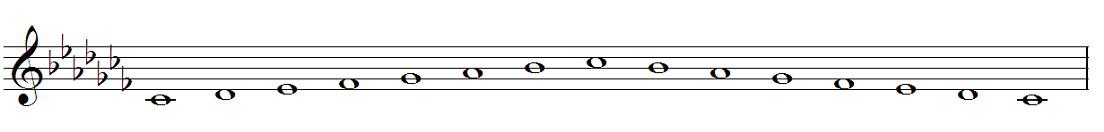
Scala ascendente e discendente in Do bemolle maggiore. Per la parte ascendente, si hanno: Do♭, Re♭, Mi♭, Fa♭, Sol♭, La♭, Si♭, Do♭.

La tonalità di Do bemolle maggiore (C-flat major, Ces-Dur), in musica, presenta 7 bemolli in armatura di chiave e per questo è rara.
```

Alterazioni
 (da sinistra a destra): 
si♭, mi♭, la♭, re♭, sol♭, do♭, fa♭.
```

La tonalità di do bemolle maggiore viene sostituita solitamente con quella di Si maggiore, equivalente dal punto di vista acustico. Si parla in questo caso di enarmonia, visto che la differenza tra il do bemolle e il si non è di natura fisica o auditiva, ma il modo in cui si annotano sul pentagramma.